# Vraiville
Vraiville – miejscowość i gmina we Francji, w regionie Normandia, w departamencie Eure.
Według danych na rok 1990 gminę zamieszkiwało 458 osób, a gęstość zaludnienia wynosiła 67 osób/km² (wśród 1421 gmin Górnej Normandii Vraiville plasuje się na 485. miejscu pod względem liczby ludności, natomiast pod względem powierzchni na miejscu 545.).